# Skrivnostni otok
Skrivnostni otok (izvirno angleško Lost) je ameriška televizijska nadaljevanka. Prikazuje življenje ljudi, ki so preživeli letalsko nesrečo leta Oceanic 815, ter strmoglavili na tropski otok, poln skrivnosti. Nadaljevanko ustvarjajo Jeffrey Lieber, J. J. Abrams ter Damon Lindelof, posneta je na Havajih, končala pa se je po šestih sezonah, in sicer 22. maja 2010.
V Sloveniji je bila na sporedu POP TV od 12. septembra 2005 do 6. junija 2011.

## Prva sezona (2004-05)
Letalsko strmoglavljenje privede nekaj deset ljudi na navidezno neobljuden otok nekje v Polineziji. Kmalu izgubijo upanje, da bi bili resešni in se počasi privajajo na novo življenje izven civilizacije. Pri tem pa na njih preti mnogo nevarnosti in skrivnosti, na primer severni medvedi, nevidno bitje ter Drugi - skrivnostni prebivalci otoka z nejasnimi, domnevno zlimi nameni. Ob vsem tem pa se morajo spopasti še z reševanjem lastnih problemov in medosebnih nesoglasij.
- S01E01 Pilot (1)

22. september 2004 ABC (ZDA)

Osvobojenega vsega, 48 preživelih poberejo, kar lahko, iz letala za svoje preživetje. Nekateri paničarijo. Nekateri upajo na rešitev. Nekateri najdejo notranjo moč, za katero niso vedeli, da jo imajo – kot Kate, ki brez medicinske izobrazbe nenadoma šiva rane zdravniku. Skupina prijateljev, družine, sovražnikov in neznancev mora sodelovati proti krutemu vremenu in težkemu terenu. Toda intenzivno tuljenje skrivnostnih bitij, ki prežijo v džungli, jih vse napolni s strahom. Na srečo, zahvaljujoč mirnemu vodenju hitro mislečega Jacka in prisebne Kate, imajo upanje. Toda tudi junaki imajo skrivnosti, kot bodo preživeli spoznali.
- S01E02 Pilot (2)

29. september 2004 ABC (ZDA)

Ko so pobegnili "bitju" in pridobili letalski oddajnik, se skupina preživelih odpravi na višjo točko, da lahko oddajo signal. Na poti prejmejo skrivnosten prenos in srečajo še enega prebivalca otoka. Medtem, nazaj v taboru, Jack oskrbuje ranjenega moškega, ki razkrije skrivnost o Kate.
- S01E03 Tabula Rasa

6. oktober 2004 ABC (ZDA)

Jack in Hurley odkrijeta zaskrbljujočo skrivnost o Kate, saj je življenje maršala na nitki in trpi veliko bolečin. Medtem Kate, Charlie, Sawyer, Sayid, Boone in Shannon razmišljajo o skrivnostih, ki so jih začeli odkrivati, in se bojijo, da bo povedanje drugim preživelim povzročilo paniko. Zaenkrat se odločijo lagati. Prav tako Lockeovo prijateljevanje z Waltom moti Michaela, vendar je Walt bolj zaskrbljen zaradi iskanja svojega psa. Nazadnje, Kate se spominja, ko jo je maršal aretiral v Avstraliji.
- S01E04 Walkabout

13. oktober 2004 ABC (ZDA)

Preživeli se sredi noči prebudijo, ko divje otoške zveri (ki so divji prašiči) napadejo tabor na plaži. Kate in Michael se pridružita skrivnostnemu Lockeu na lovu za hrano – in razkrije se šokantna skrivnost o Lockeu. Na lovu za hrano se nekdo poškoduje. Medtem so nekateri preživeli zgroženi nad Jackovim načrtom za mrtva telesa, ki so še vedno raztresena med razbitinami – želi jih sežgati. Jack vidi nekoga, ki ga ni, in izvemo, da eden od preživelih ni mogel hoditi, zdaj pa lahko.
- S01E05 White Rabbit

20. oktober 2004 ABC (ZDA)

Jack je skoraj blazen od pomanjkanja spanca in se trudi premagati preganjajoče dogodke, ki so ga pripeljali v Avstralijo in posledično na otok. Medtem se Boone ujame v zahrbtni tok, ko poskuša rešiti žensko, ki je šla plavat. Zdravje noseče Claire se poslabša zaradi pomanjkanja tekočine, in tat je morda ukradel zadnje steklenice vode. Prav tako se Jack spominja, ko je bil star 12 let, in se znajde na igrišču v sporu z nasilnežem.
- S01E06 House of the Rising Sun

27. oktober 2004 ABC (ZDA)

Walt in ostali so šokirani, ko je Michael brutalno pretepen, vendar resnico o napadu poznata le Jin in Sun, ki ne govorita angleško. Medtem se Kate, Jack, Sawyer in Sayid prepirajo, kje naj preživeli taborijo – na plaži, kjer jih je bolj verjetno videti, ali v oddaljeni notranji dolini, kjer je obilo sveže vode.
- S01E07 The Moth

3. november 2004 ABC (ZDA)

Charlie začne boleče potovanje odvajanja od drog, presenetljivo mu pomaga Locke, čigar pravi motiv za pomoč Charlieju je skrivnost. Medtem se preživeli trudijo najti in osvoboditi Jacka, ko je živ pokopan v jami, in nekdo morda skrivaj ovira Sayida, Kate in Boona, ko izvajajo načrt za iskanje vira francoskega prenosa.
- S01E08 Confidence Man

10. november 2004 ABC (ZDA)

Shannonu zmanjka inhalatorja in Boone verjame, da ima Sawyer preostale tri v svoji zalogi. Ko jih Sawyer noče dati, se Jack in Sayid zatečeta k mučenju Sawyerja, dokler ne privoli razkriti lokacije inhalatorjev. V spominu slišimo Sawyerjevo zgodbo...
- S01E09 Solitary

17. november,2004 ABC (ZDA)

Sayidovo življenje je v smrtni nevarnosti, potem ko naleti na vir skrivnostnega francoskega prenosa, žensko Danielle Rousseau. Bila je na klicu v sili in je najdena živa. Medtem ima Hurley smešen načrt, kako življenje na otoku narediti malo bolj civilizirano. Načrt vključuje palice za golf, ki jih najde med razbitinami, in zdi se, da bi lahko deloval. Nazadnje se spomnimo Sayidove prijateljice iz otroštva Nadie in njegovega sodelovanja v situacijah s talci v Iraku.
- S01E10 Vzgojen od drugega

1. december 2004 ABC (ZDA)

Claire ima grozljivo realistično nočno moro o tem, da bi bil njen novorojenček poškodovan ali ugrabljen. Spomini razkrivajo Claireino preteklost. Hurley je šokiran in zmeden, ko odkrije, da se še en preživeli letalske nesreče ne pojavi na seznamu potnikov.
- S01E11 Vsi najboljši kavboji imajo težave z očetom

8. december 2004 ABC (ZDA)

Preživeli se sprašujejo, zakaj sta bila Charlie in Claire ugrabljena – in od koga – in iskalna skupina se poda v zahrbtno džunglo, da bi poiskala par. Sumi se osredotočajo na Ethana Roma, za katerega je bilo nedavno odkrito, da ni bil potnik na usodnem letu. Jack se bori z notranjimi demoni, povezanimi z njegovim očetom, medtem ko Boone in Locke odkrijeta še eno otoško skrivnost.
- S01E12 Kakorkoli že

5. januar 2005 ABC (ZDA)

Jack, Kate in Sawyer se borijo za posest novo odkrite zaklenjene kovinske aktovke, ki bi lahko vsebovala vpogled v Kateino skrivnostno preteklost. Medtem Sayid prosi neradno Shannon, naj prevede zapiske, ki jih je vzel od Francozinje. Naraščajoča plima grozi, da bo pogoltnila trup letala in celoten tabor na plaži, Rose in žalujoči Charlie pa se previdno povežeta zaradi Claireine zmedene ugrabitve.
- S01E13 Srca in misli

12. januar 2005 ABC (ZDA)

Ko Locke izve, da želi Boone deliti njuno "skrivnost" s Shannon, se Locke odloči, da ga bo naučil lekcijo. Booneova in Shannonina temna preteklost je razkrita v šokantni zgodbi, ki spominja na njuno razmerje tik pred letalsko nesrečo. Kate, ki je postala zaupnica tihe Sun, je zmedena zaradi Suninega skrivnostnega obnašanja. Lačni Hurley mora prepričati Jina, naj deli svojo ribo, tako da popravi svojo žalitev Jina, ko je zavrnil njegovo ponudbo surove ribe na začetku, sicer bo še naprej trpel prebavne težave zaradi omejene otoške prehrane.
- S01E14 Posebno

19. januar 2005 ABC (ZDA)

Sledi nasilje in skrivnostna otoška zver se ponovno pojavi, ko se Michael in Locke spopadeta glede Waltove vzgoje. Medtem je Charlie v skušnjavi, da bi prebral dnevnik pogrešane Claire, Sayid pa prosi Shannon, naj mu pomaga razvozlati zemljevid Francozinje.
- S01E15 Vrnitev domov

9. februar 2005 ABC (ZDA)

Ko se pogrešana Claire vrne brez spomina na to, kaj se je zgodilo, odkar se je vkrcala na usodni let Oceanic 815, Jack in Locke oblikujeta obrambni načrt proti njenemu ugrabitelju, ki grozi, da bo pobil ostale preživele enega za drugim, če mu Claire ne bo vrnjena. Medtem razočaranje, ki ga Charlie čuti, ko se ga Claire ne spomni, sproži spomine na žensko, ki jo je v preteklosti razočaral.
- S01E16 Izobčenci

16. februar 2005 ABC (ZDA)

Kate in Sawyer si razkrijeta temne skrivnosti, medtem ko sledita uporniškemu divjemu prašiču, za katerega Sawyer prisega, da ga namerno nadleguje. Hurley in Sayid sta zaskrbljena, da Charlie izgublja razum, potem ko se je soočil s smrtjo in ubil Ethana s 6 naboji v prsi. Šokantna prejšnja povezava med Sawyerjem in Jackom je razkrita v spominu...
- S01E17 ...V prevodu

23. februar 2005 ABC (ZDA)

Ko splav, ki so ga preživeli gradili, skrivnostno pogori, je Michael prepričan, da je Jin odgovoren za sabotažo, kar le še stopnjuje njuno rivalstvo. Medtem Sun osupne svoje sopotnike s presenetljivim razkritjem, Boone pa Sayidu opozori na njegovo polsestro Shannon. Nazadnje so v spominih razkrite podrobnosti o Jinovem in Suninem težavnem zakonu.
- S01E18 Številke

3. marec, 2005 ABC (ZDA)

Ko Hurley postane obseden s Francozinjo in se odpravi v džunglo, da bi jo našel, Jack, Sayid in Charlie nimajo druge izbire, kot da mu sledijo. Hurley se spominja izkušnje, ki mu je močno spremenila življenje, preden se je vkrcal na letalo.
- S01E19 Deus Ex Machina

30. marec 2005 ABC (ZDA)

Locke misli, da mu je bil poslan znak, kako odpreti loputo, in z Boonom se odpravita v notranjost. Jack nerad ponudi pomoč, ko Sawyer začne doživljati neznosne glavobole in potrebuje očala.
- S01E20 Do No Harm

6. april 2005 ABC (ZDA)

Med poskusom vzpostavitve stika z zunanjim svetom iz letala, odkritega v krošnjah dreves v džungli, je Boone Carlyle kritično poškodovan, ko se letalo nenadoma premakne in strmoglavi na tla, zato Jack Shephard obupno poskuša rešiti njegovo življenje. Spomini v tej epizodi se vrtijo okoli Jackove poroke z nekdanjo pacientko, Saro.
Povzetki sezone
Posebna epizoda 0x1 Potovanje

27. april 2005 ABC (ZDA)

Spomini glavnih likov, ki prikazujejo, kdo so bili in kaj so počeli pred nesrečo, pogled na sam otok in predogled velikega finala sezone.
- S01E21 Večje dobro (t.i. Strani)

4. maj 2005 ABC (ZDA)

Po še enem pogrebu se razpoloženje dvigne, saj se sumi preživelih drug do drugega povečujejo in nepričakovani preživeli priseže maščevanje. Dogodki, ki so Sayida pripeljali na let 815 se odvijajo, ko se z Lockom spusti v psihološko igro mačke in miši, da bi odkril resnico o nesreči, ki je terjala Booneovo življenje.
- S01E22 Rojen za tek

11. maj 2005 ABC (ZDA)

Jack sumi na prevaro, ko Michael postane nasilno bolan med gradnjo splava. Med osumljenci sta Sawyer in Kate, ki tekmujeta za zadnje mesto na splavu in storita vse, da drug drugemu preprečita, da bi ga dobila. Medtem je drugim preživelim na otoku razkrita skrivnost iz Kateine preteklosti.
- S01E23 Eksodus (1)

18. maj 2005 ABC (ZDA)

Francozinja šokira preživele, ko se pojavi v taboru z grozljivim opozorilom o "Drugih". Medtem Michael in Jin pripravljata splav za plovbo. V spominih vidimo zadnje trenutke preživelih, preden so se vkrcali na svoj usodni let.
- S01E24 Eksodus (2)

25. maj 2005 ABC (ZDA)

Ko splav odpluje, se preostali preživeli trudijo pobegniti črnemu dimu, medtem ko Claire paničari, saj ve, da Drugi lovijo njenega otroka.

## Druga sezona (2005-06)
Večina zgodbe, ki se nadaljuje 45 dni po nesreči, se osredotoča na vse večji razkorak med preživelimi in Drugimi. V nekaterih epizodah je osrednja nit razkol med vero in znanostjo. Nekatere skrivnosti se razjasnijo, a se porodijo nova vprašanja. Predstavljeni so novi liki, vključujoč preživele iz repa letala in druge prebivalce otoka. Še več otoških mitologij in preteklosti likov se razkrije. Raziščejo loputo in razkrijeta se obstoj Dharme Initative in njenega dobrotnika fundacije Hanso. Ko se začne odstirati resnica o skrivnostnih Drugih, eden od preživelih izda ostale, razkrije pa se tudi vzrok strmoglavljenja letala.
- Posebna epizoda 0x2 Izgubljena destinacija

21. september 2005 ABC (ZDA)

"Izgubljena destinacija", pripovedovana linearno in izhajajoča iz delov preteklih zgodb, povedanih v več epizodah serije, se osredotoča na spomine osrednjih likov – prikazuje, kdo so bili in kaj so počeli pred nesrečo, ter kako je otok spremenil njihova življenja, na bolje ali slabše. Poleg tega bo raziskan tudi sam otok – iz dogodkov, ki so se zgodili – kar lahko razkrije nekatere njegove skrivnosti, ki so bile morda spregledane ob prvem ogledu.
- S02E01 Človek znanosti, človek vere

21. september 2005 ABC (ZDA)

Jack, Locke in Kate raziskujejo skrivnostno loputo, vendar se Jack odloči počakati, preden se spusti vanjo. Kate in Locke nista tako potrpežljiva. Ko Shannon lovi psa Vincenta, v džungli sreča znan obraz.
- S02E02 Na odprtem morju

28. september 2005 ABC (ZDA)

Ker je ugrabitev Walta še sveža v njihovih mislih, njihova splav uničena in Jin pogrešan, se Michael in Sawyer borita za življenje sredi ničesar v oceanu in odkrijeta novega plenilca v razburkanem morju. Medtem na kopnem se mora Locke spustiti v loputo, ko Kate izgine v notranjosti. Tudi Jack ni daleč za Lockom, saj se kasneje odloči, da bo šel tudi on v loputo. Nazadnje, spomini razkrivajo več o Michaelovem težavnem odnosu z nekdanjo ljubimko Susan in njunim sinom Waltom, ko se borita za skrbništvo nad Waltom in se mora Michael odpovedati.
- S02E03 Orientacija

5. oktober 2005 ABC (ZDA)

Jack, Locke in Kate izvedo več skrivnosti o loputi. Medtem se Sawyer, Michael in Jin, potem ko so bili pretepeni in ujeti, sprašujejo, ali so njihovi ujetniki sotrpini ali strašni "Drugi". Spomini razkrivajo več o Lockovi preteklosti, pa tudi predstavitev Helen, ki s svojo razkrivajočo osebnostjo in preteklostjo stvari še bolj zaplete.
- S02E04 Vsi sovražijo Huga

12. oktober 2005 ABC (ZDA)

Hurley se bori z dodeljeno nalogo v loputi, medtem ko se mu vračajo moteči spomini iz življenja pred nesrečo. Medtem Sawyer, Michael in Jin izvedo identiteto svojih ujetnikov na otoku. Claire odkrije presenetljiv podatek o usodi splava.
- S02E05 ...In najdeno

19. oktober 2005 ABC (ZDA)

Michael se sam odpravi v džunglo, odločen najti Walta, vendar odkrije, da ni sam. Medtem Sawyerju in Jinu njihovi ujetniki naročijo, naj jih odpeljejo v njihov tabor, Sun pa mrzlično išče svoj pogrešani poročni prstan. V spominih ta epizoda razkriva več o Jinovem življenju, preden je pristal na otoku.
- S02E06 Zapuščeno

9. november 2005 ABC (ZDA)

Sawyerjeva rana postane življenjsko nevarna, ko se on, Michael in Jin prebijajo skozi notranjost otoka s preživelimi iz repnega dela.
- S02E07 Drugih 48 dni

16. november 2005 ABC (ZDA)

Razkritih je pretresljivih prvih 48 dni v življenju preživelih iz repnega dela. Spomini razkrivajo stališče Ane-Lucie, gospoda Eka, Bernarda in Libby ter drugih preživelih, ko so pristali na drugi strani otoka na plaži. Ko dnevi minevajo, nevarnost prizadene tudi njihov tabor, ko "Drugi" začnejo jemati ljudi proti njihovi volji...
- S02E08 Trk (a.k.a. Stare navade)

23. november 2005 ABC (ZDA)

Nasilje izbruhne, ko Ana Lucia in njena skupina naletita na Sayida in druge brodolomce na otoku. Kate in Jack skrbita za Sawyerja, ko ga gospod Eko sam pripelje nazaj v tabor. Spomini razkrivajo težavno življenje Ane Lucie.
- S02E09 Kaj je storila Kate

30. november 2005 ABC (ZDA)

Ko se Kateina preteklost nadaljuje, je razkrito njeno prvotno kaznivo dejanje. Misli, da jo nekaj preganja skozi Sawyerja. Locke in Eko odkrijeta zanimivo odkritje o filmu, Michael pa ima skrivnostno srečanje z računalnikom.
- Posebna epizoda 0x3 Razodetja

11. januar,2006 ABC (ZDA)

Odkrijte celotno zgodbo o napornih prvih 48 dneh na otoku za preživele iz trupa in repa po strmoglavljenju letala Oceanic flight 815. Od začetka je serija "Skrivnostni otok" mistificirala in intrigirala gledalce s svojimi zanimivimi liki in edinstvenim načinom pripovedovanja zgodb. Prva sezona se je ukvarjala s preživelimi iz trupa, loputo in neuspešnim poskusom, da bi zapustili otok. Druga sezona nadaljuje te zgodbe in gledalcem predstavi tudi preživele iz repnega dela. "Skrivnostni otok: Razodetje" združuje ti dve sezoni na linearen način, kar ponuja razsvetljujoč pogled na eno prepričljivo zgodbo. Oglejte si zaporedje dogodkov po neuspelem poskusu splava, odprtje lopute, kako sta repni del in preživeli iz trupa živeli ločeno in nenamerne preplete njunih življenj ter kako sta se obe skupini nazadnje trčili v enem katastrofalnem trenutku. "Skrivnostni otok: Razodetje" ponuja novim in strastnim gledalcem svežo, celovito in poučno perspektivo v eni najbolj intrigantnih televizijskih serij.
- S02E10 23. psalm

11. januar 2006 ABC (ZDA)

Ta epizoda bo osvetlila, zakaj je Eko dal skrivnostno 40-dnevno zaobljubo molka, in morda informacije o njegovi palici. Poleg tega Claire začne izgubljati vero v Charlieja, potem ko ga Eko začne spraševati o kipu Device Marije, Kate pa okrevalnemu Sawyerju privošči nujno potrebno striženje.
- S02E11 Lovska zabava

18. januar 2006 ABC (ZDA)

Jack, Locke in Sawyer sledijo odločnemu Michaelu, potem ko se ta odpravi v džunglo proti strašnim "Drugim" v iskanju Walta. Medtem Sun presenetljivo reagira na Jinovo željo, da bi se pridružil iskalni skupini, Hurley in Charlie pa se tolažita ob starodavni uganki "kaj si ženske želijo".
- S02E12 Ogenj + voda

25. januar 2006 ABC (ZDA)

Ko Charliejeve živo nadrealistične sanje privedejo do prepričanja, da je Clairein dojenček, Aaron, v nevarnosti, Locke sumi, da Charlie morda spet uporablja droge. Medtem Sawyer spodbuja Hurleyja, naj ukrepa glede svoje privlačnosti do Libby.
- S02E13 Dolga prevara

8. februar 2006 ABC (ZDA)

Nekateri preživeli na otoku se bojijo, da so se "Drugi" morda vrnili, ko je Sun močno poškodovana med neuspelim poskusom ugrabitve na njenem vrtu z rastlinami. Prav tako postane zaupanje med Lockom in Jackom zelo tanko glede zaklepanja orožja in zagotavljanja varnosti. Medtem je Sawyer zabaven, a zelo zainteresiran opazovalec, ko se napetost stopnjuje med Jackom, Lockom, Kate in Ano Lucio. Nazadnje, povratne informacije razkrivajo več o Sawyerjevi preteklosti prevaranta.
- S02E14 Eden izmed njih

15. februar 2006 ABC (ZDA)

Po napadu na Sun nekateri preživeli začnejo misliti, da je eden od "drugih preživelih" morda eden od "Drugih". Ko francoska ženska Danielle Rousseau pripelje Sayida do skrivnostnega ujetnika v džungli, se ta odloči ugotoviti, ali je eden od "Drugih". Medtem Sawyer odkrije Hurleyjevo potencialno uničujočo kršitev zaupanja preživelih in ga izsiljuje, da mu pomaga izslediti izmuzljivo otoško bitje, ki Sawyerja ne pusti pri miru.
- S02E15 Porodniški dopust

1. marec 2006 ABC (ZDA)

Skrivnostna bolezen, ki jo nenadoma dobi dojenček Aaron, pošlje obupano Claire, Kate in Francozinjo Danielle nazaj na isto območje, kjer je bila Claire prvotno ugrabljena. Tam verjame, da lahko najde zdravilo za Aaronovo bolezen. Medtem se Jack in Locke trudita, da bi svojega ujetnika ohranila v tajnosti pred ostalimi preživelimi na otoku.
- S02E16 Celotna resnica

22. marec 2006 ABC (ZDA)

Sun spozna in se trudi, ali naj Jinu pove o situaciji. Medtem, ker Jack in Sayid nista uspela, Locke pokliče Ano-Lucio, da zasliši novega ujetnika Henryja Galea, da bi od njega dobila več informacij o balonu, s katerim naj bi on in njegova žena pristala na otoku.
- S02E17 Zapora

29. marec 2006 ABC (ZDA)

Ko loputa nenadoma zaživi svoje življenje,"""Locke je prisiljen poiskati pomoč nepričakovanega zaveznika, da bi obvladal zadevo. Medtem se Ana Lucia, Sayid in Charlie odpravijo v džunglo, da bi izvedeli resnico o Henryju Galeu in preverili, ali je tam res balon, ki je njega in njegovo ženo pripeljal na otok.
- S02E18 Dave

5. april 2006 ABC (ZDA)

Libby pomaga Hurleyju, da ga podpre, ko začne misliti, da otok čudno vpliva nanj. Hurley začne na otoku videvati Davea, ki je bil njegov prijatelj v psihiatrični ustanovi, v kateri je bil Hurley. Poleg tega je Lockov občutek namena omajan, ko mu zapornik da nove informacije o loputi.
- S02E19 S.O.S.

12. april 2006 ABC (ZDA)

Rose je presenetljivo in ostro proti Bernardovemu načrtu za ustvarjanje signala S.O.S.; romantične iskre se ponovno prižgejo med Jackom in Kate, ko se odpravita v džunglo, da bi "Drugim" predlagala "menjavo"; in Locke začne dvomiti v svojo vero v otok.
Povzetki sezone
- Posebna epizoda 0x4 Reckoning

26. april 2006 ABC (ZDA)

Poseben povzetek dogodkov do te točke v seriji, ki ga pripoveduje Peter Coyote.
- S02E20 Two for the Road

3. maj 2006 ABC (ZDA)

Po tem, ko sta v gozdu našla izčrpanega Michaela, ga Jack in Kate pripeljeta nazaj v glavni tabor. Ko se končno zbudi, ima Michael nekaj novih podrobnosti o "Drugih". Poleg tega zaljubljeni Hurley načrtuje zmenek za Libby.
- S02E21 ?

10. maj 2006 ABC (ZDA)

Gospod Eko sanja o svojem bratu, ki ga nekam vodi. Išče Lockovo pomoč pri iskanju skrivne lokacije, "vprašaja". Medtem se Jack in drugi preživeli spopadajo z grozljivo situacijo v loputi.
- S02E22 Three Minutes

17. maj 2006 ABC (ZDA)

Odločen Michael prepriča Jacka in več brodolomcev, da mu pomagajo rešiti Walta pred "Drugimi". Ker je Jack odsoten, je Locke zadolžen za loputo in se mora odločiti, ali naj verjame Henryju in ne pritisne gumba, s čimer tvega varnost vseh. Medtem so končno razkriti dogodki, ki so se zgodili Michaelu po njegovem odhodu. Medtem se Charlie spopada z Ekovo odločitvijo, da preneha graditi cerkev.
- S02E23 Live Together, Die Alone (1)

24. maj 2006 ABC (ZDA)

Po odkritju nečesa nenavadnega tik ob obali Jack in Sayid pripravita načrt, kako se soočiti z "Drugimi" in upajmo, da dobita Walta nazaj. Medtem se Eko in Locke spopadeta, saj Locke sprejme potencialno kataklizmično odločitev glede "gumba" in lopute. Nazadnje se vrne Desmond in razkrije nekaj več o svoji izkušnji na otoku v treh letih, preden je Locke prišel v to loputo.
- S02E24 Live Together, Die Alone (2)

24. maj 2006 ABC (ZDA)

Po odkritju nečesa nenavadnega tik ob obali Jack in Sayid pripravita načrt, kako se soočiti z "Drugimi" in upajmo, da dobita Walta nazaj. Medtem se Eko in Locke spopadeta, saj Locke sprejme potencialno kataklizmično odločitev glede "gumba" in lopute.

## Tretja sezona (2006-07)
Zgodba se nadaljuje 67 dni po nesreči. Predstavljeni so novi preživeli in Drugi, preživeli pa se poučijo o Drugih in njihovi preteklosti na skrivnostnem otoku. Eden izmed Drugih in nov prebivalec otoka se pridružita preživelim, en preživeli pa zapusti Druge. Vojna med Drugimi in preživelimi pride do vrelišča in preživeli navežejo stik z reševalno ekipo.
- Posebna epizoda 0x5 Izgubljeni vodnik za preživetje

2. september 2006 ABC (ZDA)

Izvršna producenta serije "Skrivnostni otok" Damon Lindelof in Carlton Cuse razpravljata o premisi serije in nedavnih dogodkih v 2. sezoni, ter o napovedi za 3. sezono.

Povzetki sezon
- Posebna epizoda 0x6 Zgodba o preživetju

27. september 2006 ABC (ZDA)

Povzetek prvih dveh sezon
- S03E01 Zgodba o dveh mestih

4. oktober 2006 ABC (ZDA)

Jack, Kate in Sawyer so ujetniki skrivnostnih "Drugih". Potem ko jih ugrabitelji omamijo in jim vzamejo vzorce krvi, jih zadržijo v ločenih prostorih. Vodje tabora – Ben, gospod Friendly in nova ženska, Juliet – poskušajo preživele prisiliti, da se prilagodijo novim okoliščinam. Spomini razkrivajo več o Jackovi preteklosti z očetom in ženo Sarah.
- S03E02 Steklena balerina

11. oktober 2006 ABC (ZDA)

Življenja Sun in Jina so ogrožena, ko Sayid poskuša najti Jacka in druge pogrešane preživele. Sayid tudi ustvari načrt, da bi pritegnil pozornost "Drugih" na plaži. Medtem Henry Jacku ponudi zelo mamljivo ponudbo v zameno za njegovo sodelovanje. Nazadnje, Kate in Sawyer se morata prilagoditi težkim razmeram, ki jima jih vsiljujejo "Drugi".
- S03E03 Nadaljnja navodila

18. oktober 2006 ABC (ZDA)

Locke, Eko in Desmond so razkropljeni po otoku po imploziji lopute. Locke prejme sporočilo z otoka, ki ga prosi, naj popravi situacijo, ki jo je povzročil. Hurley se vrne v tabor na plaži, da bi poročal o ujetništvu Kate, Jacka in Sawyerja s strani Drugih. Desmonda je implozija bistveno spremenila, kar mu je dalo skrivnostno novo moč.
- S03E04 Vsak zase

25. oktober 2006 ABC (ZDA)

Drugi preprečijo Sawyerju in Kate pobeg, kar Sawyerja zmede zaradi obsega ukrepov, sprejetih za njihovo ujetništvo. Jacka prosijo, naj uporabi svoje medicinsko znanje za rešitev življenja enega od Drugih. Na plaži Desmondovo čudno vedenje pritegne pozornost. Začne graditi skrivnostno napravo.
- S03E05 Stroški življenja

1. november 2006 ABC (ZDA)

Delirantni Eko se bori s preteklimi demoni; nekateri preživeli gredo na postajo Pearl, da bi našli računalnik, ki ga lahko uporabijo za lociranje Jacka, Kate in Sawyerja; Jack ne ve, komu naj zaupa, ko sta dva od Drugih v sporu.
- S03E06 Jaz

8. november 2006 ABC (ZDA)

Jack se odloči glede Benove ponudbe. Sawyerjevo življenje je ogroženo, ko se Pickett odloči uresničiti svojo grožnjo. Locke odkrije skrito sporočilo, ki bi lahko pomagalo razkriti skrivnosti otoka. Kate se spominja preteklih spominov, ki so jo prisilili k pomembni izbiri.
- Posebna epizoda 0x7 Vodnik za preživetje

7. februar 2007 ABC (ZDA)

Izvršna producenta serije Skrivnostni otok Damon Lindelof in Carlton Cuse popeljeta gledalce na potovanje skozi serijo do sedaj v pričakovanju drugega dejanja 3. sezone.

Spletne epizode in kratki filmi
- Posebna epizoda 0x17 Manjkajoči deli (1): Ura

12. november 2007 ABC (ZDA)

Skrivnostni otok: Manjkajoči deli so 13 dvo- do triminutnih zgodb o prepričljivih, novih, še nikoli videnih trenutkih iz uspešne televizijske oddaje SKRIVNOSTNI OTOK. Ti novo ustvarjeni prizori (ne izbrisani prizori iz prejšnjih epizod) razkrivajo odgovore in nove podrobnosti o vaših najljubših likih. Za vsako zgodbo prepuščamo oboževalcem, da ugotovijo, kam se ti deli prilegajo v celotno mitologijo. Christian se pogovarja z Jackom o njegovi poroki, ki je kasneje istega dne. Christian razkrije, da njegov oče ni odobraval njegove poroke z Margo, in to je bil razlog, da na dan poroke ni nosil ure, ki mu jo je dal oče. Vendar pa Jacku pove, da dela prav, ko se poroči s Sarah, in mu preda uro, ki si jo Jack takoj nadene.

Spletne epizode in kratki filmi
- Posebna epizoda 0x18 Manjkajoči deli (2): Dogodivščine Hurleyja in Frogurta

19. november 2007 ABC (ZDA)

Hurley pride iz šotora Rose in Bernarda. Neil pride in vpraša, kaj dela. Pogleda steklenico DHARMA Cabernet, ki jo je Hurley spustil,

in nato vpraša, ali se bo Hurley spravil na Libby. Vpraša zato, ker jo ima sam na očeh. Hurley mu pove, da ima pravkar zmenek z Libby. Neil se nerad vda in odide.

Spletne epizode in kratki filmi
- Posebna epizoda 0x19 Manjkajoči deli (3): Kralj gradu

27. november 2007 ABC (ZDA)

Ben in Jack igrata šah. Ben vpraša Jacka, ali bi razmislil o tem, da bi ostal na otoku. Jack vpraša Bena, ali namerava izpolniti obljubo, da bo Jacku dovolil oditi. Ben pravi, da ni vse odvisno od njega, saj mu otok ne bo nujno dovolil oditi. Jacku tudi pove, da če bo odšel, bo morda prišel čas, ko se bo želel vrniti.

Spletne epizode in kratki filmi
- Posebna epizoda 0x20 Manjkajoči deli (4): Dogovor

3. december 2007 ABC (ZDA)

Michael je zvezan, ko pride Juliet. Pove mu, da je čoln njegov, da lahko odpelje Walta, ko bo rešil Bena. Komentira, da je Walt poseben, da ni navaden fant, in zato jo skrbi zanj. Juliet je vesela, da bo Michael odpeljal Walta z otoka, in mu zagotovi, da bo Ben storil, kar želi. Nato razkrije dogovor z Benom, ki ga je sklenila sama, glede svoje sestre. Nato omeni Michaelov seznam in mu zaželi srečo.

Spletne epizode in kratki filmi
- Posebna epizoda 0x21 Manjkajoči deli (5): Operacija: Speči agent

10. december 2007 ABC (ZDA)

Jack spi na plaži, ko ga Juliet zbudi. Pove mu, da mu Sayid in ostali ne zaupajo, odkar jo je Jack pripeljal v tabor, in mislijo, da je tam, da bi jim škodovala. Preden Jack lahko reče, da jo bo zaščitil, mu Juliet pove, da imajo prav in da še vedno dela za Bena ter da je bila poslana v tabor, da opravi teste, da ugotovi, katere ženske so noseče. Jack jo vpraša, zakaj mu to govori, in ona mu pove, kako je prejšnjo noč videla Suninega otroka in da je utrujena od življenja Benovih sanj.

Spletne epizode in kratki filmi
- Posebna epizoda 0x22 Manjkajoči deli (6): Soba 23

17. december 2007 ABC (ZDA)

Juliet je pred Soba 23, kjer je nekakšen nemir in se oglaša alarm. Ben pride in Juliet mu pove, da je on (verjetno Walt) spet nekaj storil in da se vsi preveč bojijo, da bi šli tja. Juliet predlaga, da bi ga lahko vrnili Michaelu, vendar Ben zavrne. Ben ji pove, da je Walt poseben in da ga je Jacob želel tam, vendar Juliet pravi, da je nevaren. Ko Ben ugovarja, da je le otrok, ga Juliet odpelje ven, da mu pokaže, kaj je storil: skupina mrtvih ptic leži na stopnišču.

Spletne epizode in kratki filmi
- Posebna epizoda 0x23 Manjkajoči deli (7): Arzt & Obrt

24. december 2007 ABC (ZDA)

Dr. Arzt poskuša prepričati Jina in Sun, naj se ne preselita s plaže v jame, kot je predlagal Jack. Ko mu Hurley in Michael povesta, da ga ne razumeta, jima tudi izrazi svoje dvome o Jackovi vlogi vodje. Vendar si premisli in se odloči, da se bo vseeno preselil v jame, ko ropotanje pošasti prekine njun pogovor.

Spletne epizode in kratki filmi
- Posebna epizoda 0x24 Manjkajoči deli (8): Pokopane skrivnosti

30. december 2007 ABC (ZDA)

Sun opazuje Jina, kako lovi ribe, nato pa se sprehodi v džunglo. Tam zakoplje vozniško dovoljenje iz Kalifornije, ko mimo priteče Michael, ki išče Vincenta. Ko vidi dovoljenje, ga pobere in Sun poskuša razložiti, da je nameravala zapustiti Jina. Michael jo tolaži in ji govori, da bo vse v redu. Skoraj si delita poljub, vendar se Vincent pojavi in laja, preden se karkoli zgodi, kar spodbudi Sun, da odide.

Spletne epizode in kratki filmi
- Posebna epizoda 0x25 Manjkajoči deli (9): Tropska depresija

7. januar 2008 ABC (ZDA)

Dr. Arzt lovi pajka v džungli, ko pride Michael in vpraša o vremenskih razmerah za splavitev splava. Nato Arzt prizna, da si je izmislil zgodbo o monsunu, ker je želel, da bi čim prej dobili pomoč pri splavu. Nato Michaelu pove, da je šel v Sydney, da bi spoznal žensko, ki jo je spoznal na internetu, vendar je izginila med njuno prvo večerjo v restavraciji.

Spletne epizode in kratki filmi
- Posebna epizoda 0x26 Manjkajoči deli (10): Jack, spoznaj Ethana. Ethan? Jack

14. januar 2008 ABC (ZDA)

Jack išče zaloge, ko sreča Ethana Roma, ki mu da kovček, poln zdravil, za katere pravi, da jih je našel v džungli. Ethan omeni, da bo Claire morda morala roditi otroka na otoku, in Jack se mu zahvali za pomoč. Ethan pove Jacku, da je njegova žena umrla med porodom skupaj z otrokom, in oba upata, da je rešitev na poti.

Spletne epizode in kratki filmi
- Posebna epizoda 0x27 Manjkajoči deli (11): Jin ima izpad jeze na igrišču za golf

24. januar 2008 ABC (ZDA)

Hurley, Michael in Jin igrajo golf na igrišču za golf. Ko Jin zgreši udarec za zmago v igri, dobi izpad jeze in kriči v korejščini. Medtem ko Hurley in Michael opazujeta, Jin izpusti vso svojo jezo: nesrečen je, noče, da se ga pomiluje, nihče ga ne razume in utrujen je od lisic. Ko Michael in Hurley sčasoma odideta, Jin sede, napol joka in ponavlja "Tako sem sam."

Spletne epizode in kratki filmi
- Posebna epizoda 0x28 Manjkajoči deli (12): Kuverta

28. januar 2008 ABC (ZDA)

Juliet je doma v vojašnicah, ko opazi, da se mafini v pečici žgejo. Ko si opeče roko, medtem ko jih jemlje ven, zazvoni zvonec. To je Amelia. Pomaga Juliet, ji prinese led za roko, vendar spozna, da Juliet nekaj drugega muči. Vpraša, ali je to Ben, in Juliet reče, da so stvari med njima postale nerodne. Amelia vpraša, ali ji je končno povedal, kako se počuti, vendar Juliet reče, da ni; stvari so zapletene. Ko Amelia še naprej pritiska na Juliet o tem, kaj se dogaja, Juliet namigne, da so nekako v težavah. Juliet nato prosi Amelio, naj molči o nečem, kar ji bo pokazala. Ko Juliet potegne kuverto iz kuhinjskega predala, zazvoni zvonec...

Spletne epizode in kratki filmi
- Posebna epizoda 0x29 Manjkajoči deli (13): Tako se začne

4. februar 2008 ABC (ZDA)

Vincent teče skozi džunglo na otoku, ko sreča Christiana Shepharda. Christian pove Vincentu, naj najde Jacka in ga zbudi, ker "ima delo". Prvi prizor "Pilot, 1. del" se nato ponovi, ko Vincent sreča Jacka, ko ta prihaja k zavesti.
- S03E07 Ne v Portlandu

7. februar 2007 ABC (ZDA)

Jack ima Druge v obupnem položaju, saj drži Benovo življenje v svojih rokah. Medtem Kate in Sawyer poskušata pobegniti svojim ugrabiteljem. Flashbacki razkrivajo Julietino preteklost kot medicinske raziskovalke v Miamiju.
- S03E08 Utripa pred tvojimi očmi

14. februar 2007 ABC (ZDA)

Ko Desmond reši Claire pred utopitvijo, Charlie prepriča Hurleyja, naj mu pomaga ugotoviti, zakaj se zdi, da je Desmond sposoben napovedati prihodnost. Desmond se natančno spominja, kaj se je zgodilo v trenutkih, ko je obrnil ključ, kjer je doživel čudno vizijo svojega življenja pred dnevi v vojski.
- S03E09 Tujec v tuji deželi

21. februar 2007 ABC (ZDA)

Ko se Kate in Sawyer vračata na glavni otok s Karlom, ki kaže učinke videoposnetka za pranje možganov, se prepirata, ali naj se vrneta in rešita Jacka. Na otoku Hydra, medtem ko Julietina usoda leži v njegovih rokah in se znotraj Drugih razvija boj za moč, se Jack spominja časa, ki ga je preživel v Phuketu na Tajskem, in svojega razmerja z Acharo, skrivnostno umetnico tetovaž.
- S03E10 Tricia Tanaka je mrtva

28. februar 2007 ABC (ZDA)

Kate se še vedno bori s svojo odločitvijo, da Jacka pusti v rokah Drugih, ko se s Sawyerjem vrneta v svoj tabor. Medtem Hurley najde star kombi v džungli in ga poskuša uporabiti za pomoč sočloveku, ki potrebuje vero in upanje. Flashbacki razkrivajo več Hurleyjeve burne preteklosti s prekletstvom številk.
- S03E11 Vstopi 77

7. marec 2007 ABC (ZDA)

Na svoji misiji reševanja Jacka Kate, Sayid in Locke naletijo na skrivnostno strukturo, obdano s kmetijskimi živalmi, in spoznajo njenega čudnega prebivalca. Nazaj v taboru, da bi si povrnili svoje stvari, Sawyer igra na tekmovanju v namiznem tenisu.
- S03E12 Par Avion

14. marec 2007 ABC (ZDA)

Claire dobi idejo, kako poslati sporočilo v zunanji svet. Charlie pa je tej ideji nenaklonjen, Desmond pa poskuša sabotirati načrt. Medtem ko Claire poskuša izvedeti resnico o njunih dejanjih, se spominja travmatičnih dogodkov iz svoje preteklosti. Medtem pa reševalna ekipa naleti na nevarno oviro.
- S03E13 Mož iz Tallahasseja

21. marec 2007 ABC (ZDA)

Ko Kate in Locke prispeta v tabor Drugih, Ben obljubi, da bo Locku povedal skrivnosti otoka, če bo prenehal s svojim uničevalnim načrtom, Kateino ponovno srečanje z Jackom pa ne gre najbolje, ko izve, da so ji Drugi ponudili dogovor. Razkrije se več Lockove težavne preteklosti.
- S03E14 Exposé

28. marec 2007 ABC (ZDA)

Ko Sun izve resnico o svoji ugrabitvi s strani "Drugih", Hurley postane sumničav glede Sawyerjevega poskusa razkritja skrivnosti dveh preživelih, Nikki in Paula. Skozi vrsto povratnih utripov bomo odkrili, kaj sta Nikki in Paulo počela pred nesrečo in kako sta preživela 65 dni na otoku.
- S03E15 Zapuščena

4. april 2007 ABC (ZDA)

Kate in Juliet sta obtičali v džungli, potem ko Kate izve, da je med preživelimi izdajalec. Medtem pa bi Sawyerjev slab odnos in sebičnost do skupnosti na plaži lahko privedla do glasovanja o izgonu, če si ne bo premislil.
- S03E16 Eden od nas

11. april 2007 ABC (ZDA)

Praznovanje Jackove vrnitve je prekinjeno, ko prispe na plažo z Drugo, Juliet, katere povratni utripi se nadaljujejo tam, kjer so se končali, in nam pokažejo, kako je prišla na otok in postala Druga. Medtem pa Claire ogroža čudna bolezen.
- S03E17 Catch-22

18. april 2007 ABC (ZDA)

Desmond prepriča Hurleyja, Jina in Charlieja, da mu sledijo na potovanje skozi džunglo, potem ko prejme vrsto vizij. Povratni utripi razkrivajo čas, ki ga je Desmond preživel s samostanom menihov. Medtem pa se obupana Kate obrne na Sawyerja za družbo, potem ko vidi Jacka in Juliet skupaj.
- S03E18 D.O.C.

25. april 2007 ABC (ZDA)

Sun dovoli Juliet, da jo pregleda, ko izve, da so vse nosečnice "Drugih" umrle, preden so rodile na otoku. Medtem pa Desmond in nepričakovan sovražnik sodelujeta, da bi rešila življenje novega prebivalca otoka.
- S03E19 Brig

2. maj 2007 ABC (ZDA)

Potem ko zapusti Druge, Locke popelje Sawyerja na potovanje skozi džunglo, da bi mu pomagal odpraviti skupnega sovražnika. Medtem pa ima na plaži padalka Naomi ključne informacije o letu 815.
- S03E20 Mož za zaveso

9. maj 2007 ABC (ZDA)

Ben nejevoljno razkrije informacije Locku o otoku in ga popelje na potovanje na različne lokacije, vključno s čudnimi spomeniki in skrivnostnim Jacobom. Povratni utripi nam bodo pokazali izvor DHARMA in zgodovino otoka, vključno s 'čistko'.
- S03E21 Največji hiti

16. maj 2007 ABC (ZDA)

Medtem ko Jack načrtuje, kako se za vedno znebiti "Drugih", Sayid odkrije napako v sistemu "Drugih", ki bi lahko privedla do rešitve vseh. Vendar pa to zahteva, da Charlie prevzame nevarno nalogo, ki bi lahko uresničila Desmondovo slutnjo.
- Posebna epizoda 0x8 Odgovori

17. maj 2007 ABC (ZDA)

Pogled na vprašanja, na katera so bili odgovori, in skrivnosti, ki jih je še treba rešiti za preživele letala Oceanic Flight 815.
- S03E22 Skozi zrcalo (1)

23. maj 2007 ABC (ZDA)
Brodolomci se pripravljajo na invazijo nekoliko manj skrivnostnih Drugih, medtem ko Charlie in Desmond najdeta več, kot sta iskala, v podvodni "Luka zrcala".
- S03E23 Skozi zrcalo (2)

23. maj 2007 ABC (ZDA)

## Četrta sezona (2008)
Sezona se osredotoči na preživele, ki se ukvarjajo s prihodom ljudi z ladje Kahana, ki pride na otok, in pobegom Oceanicovih 6.
Posebna epizoda 0x9 Preteklost, sedanjost in prihodnost

31. januar 2008 ABC (ZDA)

Ko je let Oceanic Flight 815 strmoglavil na otoku sredi Tihega oceana, je imel vsak preživeli izbiro, da živijo skupaj ali umrejo sami. Vrženi skupaj na tem skrivnostnem kraju, so se borili, da bi premagali sence iz svoje preteklosti, da bi preživeli in odgovorili na vprašanja, ki pestijo njihovo novo življenje na otoku. Kje so? Ali je reševanje na poti? Kaj še je na tem otoku? V "LOST: Preteklost, sedanjost in prihodnost" podoživite njihovo zgodbo o preživetju, da se pripravite na šokantno premiero četrte sezone, ki bo spremenila vse.
- S04EE01 Začetek konca

31. januar 2008 ABC (ZDA)

Preživeli čutijo, da je reševanje blizu, vendar ne vedo, ali naj verjamejo Charliejevemu zadnjemu sporočilu, da ljudje, ki trdijo, da jih osvobajajo, niso tisti, za katere se zdijo. Ko se oblikujejo neverjetna zavezništva, se lahko tisti, za katere so mislili, da jim lahko zaupajo, obrnejo proti njim, saj sovražnik njihovega sovražnika postane njihov prijatelj.
- S04EE02 Potrjeno mrtvi

7. februar 2008 ABC (ZDA)

Preživeli začnejo dvomiti o namerah svojih domnevnih reševalcev, ko na otok prispejo štirje neznanci.
- S04EE03 Ekonomist

14. februar 2008 ABC (ZDA)

Lockejev talec je morda ključ do odhoda z otoka, zato Sayid in Kate iščeta svojega tovariša brodolomca v poskusu, da bi se pogajala o mirnem dogovoru.
- S04EE04 Eggtown

21. februar 2008 ABC (ZDA)

Kate mora pridobiti informacije od talcev, vendar to lahko ogrozi njen položaj pri Locku – pa tudi pri Sawyerju. Medtem v prihodnosti potekajo Kateine sodne obravnave.
- S04EE05 Konstanta

28. februar 2008 ABC (ZDA)

Sayid in Desmond naletita na nekaj turbulence na poti do tovorne ladje, kar povzroči, da Desmond doživi nekaj nepričakovanih stranskih učinkov.
- S04EE06 Druga ženska

6. marec 2008 ABC (ZDA)

Juliet prejme nezaželen obisk nekoga iz svoje preteklosti in dobi navodila, naj izsledi Charlotte in Faradaya, da bi jima preprečila dokončanje njune misije – z vsemi potrebnimi sredstvi. Medtem Ben ponudi Locku mamljivo ponudbo.
- S04EE07 Ji Yeon

13. marec 2008 ABC (ZDA)

Juliet je prisiljena razkriti nekaj presenetljivih novic Jinu, ko Sun zagrozi, da se bo preselila v Lockejev tabor. Medtem Sayid in Desmond začneta dobivati predstavo o posadki tovorne ladje, ko srečata kapitana ladje.
- S04EE08 Spoznajte Kevina Johnsona

20. marec 2008 ABC (ZDA)

Sayid se sooči z Benovim vohunom na tovorni ladji, Ben pa poziva hčerko Alex, naj pobegne iz Lockejevega tabora, da bi preživela bližajoči se napad.
- S04EE09 Oblika prihodnjih stvari

24. april 2008 ABC (ZDA)

Jack poskuša odkriti identiteto trupla, ki ga je naplavilo na obalo. Medtem Benovi nasprotniki napadejo Lockejev tabor.
- S04EE10 Nekaj lepega nazaj domov

1. maj 2008 ABC (ZDA)

Kate in Juliet se morata naučiti sodelovati, ko je Jackovo zdravje resno ogroženo, in nekaj gre narobe, ko Sawyer, Claire, Aaron in Miles nadaljujejo svojo pot stran od Lockejevega tabora in nazaj na plažo.
- S04EE11 Kabinska vročica

8. maj 2008 ABC (ZDA)

Locke ugotovi, kje je Jacobova koča. Življenje na tovorni ladji postane nevarno.
- S04EE12 Nikjer ni lepše kot doma (1)

15. maj 2008 ABC (ZDA)

Sayid se vrne na otok, da bi preostale ljudi pripeljal na tovorno ladjo. Ben, Locke in Hurley gredo na drugo postajo Dharma, da bi "premaknili otok".
- S04EE13 Nikjer ni lepše kot doma (2)

29. maj 2008 ABC (ZDA)

Soočenje med preživelimi in ljudmi s tovorne ladje se nadaljuje in Oceanic Six se znajdejo bližje rešitvi.
- S04EE14 Nikjer ni lepše kot doma (3)

29. maj 2008 ABC (ZDA)

Ko se soočenje med preživelimi in ljudmi s tovorne ladje nadaljuje, se Oceanic Six znajdejo bližje rešitvi.

## Peta sezona (2009)
Peta sezona vsebuje 17 epizod.
- Posebna epizoda 0x10 Klic usode

21. januar 2009 ABC (ZDA)

Raziskovanje skrivnosti otoka in njegovih prebivalcev; Oceanic 6; Charles Widmore; vprašanja, na katera je bilo odgovorjeno, in tista, ki ostajajo.
- S05E01 Ker ste odšli

21. januar 2009 ABC (ZDA)

Preostali preživeli na otoku začnejo čutiti posledice premikanja otoka, Jack in Ben pa začneta svojo nalogo ponovne združitve Oceanic 6, da bi se vrnila na otok z Lockovim truplom v poskusu rešitve svojih nekdanjih tovarišev.
- S05E02 Laž

21. januar 2009 ABC (ZDA)

Hurley in Sayid bežita pred policijo, potem ko sta naletela na težave v varni hiši; preživeli na otoku so napadeni s strani neznanih sil; in stari prijatelj ponudi Kate šokanten nasvet, da bi zagotovil, da "laž" ostane skrivnost.
- S05E03 Jughead

28. januar 2009 ABC (ZDA)

Desmond išče žensko, ki bi lahko bila ključna za pomoč Faradayu pri zaustavitvi nepredvidljivih premikov otoka skozi čas; Locke ugotovi, kdo je napadal preživele.
- S05E04 Mali princ

4. februar 2009 ABC (ZDA)

Kate odkrije, da nekdo pozna skrivnost Aaronovega pravega starševskega porekla. Medtem dramatični premiki skozi čas ogrožajo življenja preostalih preživelih na otoku.
- S05E05 Ta kraj je smrt

11. februar 2009 ABC (ZDA)

Locke prevzame breme končanja vse bolj nasilnih premikov otoka skozi čas; Ben je oviran v svojih prizadevanjih, da bi ponovno združil Oceanic 6 in jih pripeljal nazaj na otok.
- S05E06 316

18. februar 2009 ABC (ZDA)

Člani Oceanic 6 odkrijejo, kako se vrniti na otok, vendar se vsi ne želijo vrniti.
- S05E07 Življenje in smrt Jeremyja Benthama

25. februar 2009 ABC (ZDA)

Razkrita je Lockova misija zunaj otoka kot Jeremy.
- S05E08 LaFleur

4. marec 2009 ABC (ZDA)

Sawyer ohranja laž z nekaterimi drugimi preživelimi na otoku, da bi se zaščitili pred napakami iz preteklosti.
- S05E09 Namaste

18. marec 2009 ABC (ZDA)

Po srečanju s starimi znanci je Sawyer prisiljen nadaljevati z lažmi, da bi jih zaščitil.
- S05E10 On je naš

25. marec 2009 ABC (ZDA)

Vsi na otoku so ogroženi, ko se eden od preživelih odloči, da bo šel proti njim in vzel stvari v svoje roke.
- S05E11 Kar se je zgodilo, se je zgodilo

1. april 2009 ABC (ZDA)

Kate gre v skrajne ukrepe, da bi rešila Benovo življenje, ko Jack noče pomagati. Medtem Kate začne govoriti resnico o laži, da bi zaščitila Aarona.
- S05E12 Mrtvi je mrtev

8. april 2009 ABC (ZDA)

Da bi se odkupil za grehe iz preteklosti, mora Ben poskusiti priklicati dimno pošast, da bi bil obsojen.
- S05E13 Nekateri imajo radi vročino

15. april 2009 ABC (ZDA)

Sumovi o morebitni kršitvi se stopnjujejo, potem ko Bena odpeljejo iz bolnišnice, in nejevoljni Miles je prisiljen sodelovati s Hurleyjem, ko ga prosijo, naj dostavi pomemben paket visokemu uradniku Dharme.
Povzetki sezone
- Posebna epizoda 0x11 Zgodba o Oceanic 6

22. april 2009 ABC (ZDA)

Retrospektiva, ki raziskuje dogodke v življenju Oceanic 6 in drugih preživelih na otoku v treh letih po tem, ko je Ben premaknil otok.
- S05E14 Spremenljivka

29. april 2009 ABC (ZDA)

Čas obračuna se je začel, ko Daniel Faraday razkrije, kar ve o otoku.
- S05E15 Sledite vodji

6. maj 2009 ABC (ZDA)

Jack in Kate se znajdeta v sporu glede smeri, ki jo je treba ubrati, da bi rešila svoje tovariše preživele na otoku, Locke še bolj utrdi svoj položaj vodje "Drugih", Sawyer in Juliet pa sta pod drobnogledom Dharma Initiative.
- Posebna epizoda 0x12 Potovanje v času

13. maj 2009 ABC (ZDA)

Jack, Kate, Hurley, Sayid, Sun in Clairein sin, Aaron – sicer znani kot Oceanic 6 – so bili rešeni in so poskušali pobrati koščke življenja, ki so ga poznali pred nesrečo, in ohranjati laž, izmišljeno za prikrivanje resnice o tem, kaj se je resnično zgodilo.Toda Jack in Ben sta ju morala prepričati, da se vrneta na otok, da bi rešila tiste, ki so ostali. Po vrnitvi so se Jack, Kate, Hurley in Sayid ponovno združili s svojimi preživelimi tovariši – vendar so se znašli v letu 1977, v času Dharme. Toda Sun in Ben nista bila prenesena nazaj v 70. leta. Pristala sta nazaj na otoku v sedanjem času in odkrila usodo drugih članov. Kar zadeva tiste, ki so ostali na otoku po odhodu Oceanic 6, so nasilni premiki skozi čas povzročali opustošenje v njihovih življenjih. Potem ko je Locke zapustil otok pod krinko Jeremyja Benthama, da bi stopil v stik s šesterico, so njegova dejanja pomagala končati časovne razpoke, kar je preživele pustilo, da so se sami preživljali v Dharmavillu v 70. letih. Toda Locka je umoril Ben, ki je vztrajal pri tem, da truplo odnese nazaj na otok. Po prebujanju po strmoglavljenju nazaj na otok je Ben odkril, da je Locke še kako živ. Kakšni so Lockovi nameni, zdaj ko se je vrnil in ponovno prevzel položaj vodje "Drugih?" In ali bo Jackova odločitev, da uresniči načrt, da bi stvari na otoku uredil, naletela na odprte roke ali odpor tistih, ki so mu blizu?
- S05E16 Incident (1)

13. maj 2009 ABC (ZDA)

Jackova odločitev, da uresniči načrt, da bi stvari na otoku uredil, naleti na močan odpor tistih, ki so mu blizu, in Locke Benu dodeli težko nalogo.
- S05E17 Incident (2)

13. maj 2009 ABC (ZDA)

Na mestu ostankov starodavnega kipa Locke Benu dodeli težko nalogo, ki vključuje Jacobovo usodo. Jack je odločen, da bo nadaljeval s Faradayevim načrtom.

## Šesta sezona (2010)
Šesta sezona vsebuje 18 epizod.
- Posebna epizoda 0x13 Zadnje poglavje

2. februar 2010 ABC (ZDA) 
Poseben povzetek za šesto sezono.
- S06E01 LA X (1)

2. februar 2010 ABC (ZDA) 
Vzporedno vesolje, v katerem se nesreča ni nikoli zgodila, se razkrije kot posledica detonacije bombe. Medtem Sawyer krivi Jacka za izgubo Juliet, razkrita pa je tudi prava identiteta pošasti.
- S06E02 LA X (2)

2. februar 2010 ABC (ZDA) 
Jack, Sawyer, Kate, Miles in Hurley, ki se trudijo rešiti Sayida, se soočijo s starodavno skrivnostjo. Medtem lažni Lock na presenečenje vseh zapusti komoro.
- S06E03 Kaj počne Kate

9. februar 2010 ABC (ZDA) 
Kate se znajde na begu, Jack pa dobi nalogo, ki bi lahko ogrozila življenje prijatelja.
- S06E04 Nadomestek

16. februar 2010 ABC (ZDA) 
Locke išče pomoč za uresničitev svojega cilja. Kate se znajde na begu, Jack pa dobi nalogo, ki bi lahko ogrozila življenje prijatelja.
- S06E05 Svetilnik

23. februar 2010 ABC (ZDA) 
Hurley mora prepričati Jacka, da ga spremlja na nedoločeno misijo, Jin pa naleti na starega prijatelja.
- S06E06 Sončni zahod

2. marec 2010 ABC (ZDA) 
Sayid se sooči s težko odločitvijo, Claire pa pošlje opozorilo prebivalcem templja.
- S06E07 Dr. Linus

9. marec 2010 ABC (ZDA) 
Ben se sooča s posledicami razkrite laži.
- S06E08 Izvidnica

16. marec 2010 ABC (ZDA) 
Locke Sawyerju naloži misijo.
- S06E09 Ab Aeterno

23. marec 2010 ABC (ZDA) 
Richard Alpert se sooča s težko izbiro.
- S06E10 Paket

30. marec 2010 ABC (ZDA) 
Sun in Jin obupno nadaljujeta iskanje drug drugega, Locke pa se sooči s svojim sovražnikom.
- S06E11 Srečno do konca življenja

6. april 2010 ABC (ZDA) 
Desmond se zbudi in ugotovi, da je spet na otoku.
- S06E12 Vsi imajo radi Huga

13. april 2010 ABC (ZDA) 
Hurleyja skrbi, kaj naj skupina stori naprej, Locka pa zanima novinec v njegovem taboru.
- S06E13 Zadnji rekrut

20. april 2010 ABC (ZDA) 
Zveze se sklepajo in razdirajo, ko se tabora Locka in Jacka združita.
- S06E14 Kandidat

4. maj 2010 ABC (ZDA) 
Ko se preostali preživeli ponovno združijo, Sawyer in Jack skujeta načrt, kako preusmeriti pozornost Človeka v črnem in zapustiti otok brez njega na Widmoreovi podmornici, vendar jih čakajo katastrofalne posledice. V stranskem blisku Jack preiskuje vzrok Lockove paralize in ponuja zdravljenje.
- S06E15 Čez morje

11. maj 2010 ABC (ZDA) 
Motivi Johna Locka so končno pojasnjeni.
- S06E16 Za kaj so umrli

18. maj 2010 ABC (ZDA) 
Medtem ko Locke pripravlja novo strategijo, Jackova skupina išče Desmonda.

Intervjuji z igralci
- Posebna epizoda 0x14 Zadnje potovanje

23. maj 2010 ABC (ZDA) 
ABC vabi nove in navdušene gledalce serije "Skrivnostni otok", da si še zadnjič ogledajo eno najbolj opevanih in kritično priznanih televizijskih oddaj. Dogodek finala serije "Skrivnostni otok" se začne s to dvourno specialko, ki retrospektivno pogleda nazaj na preteklih šest sezon te prelomne serije.
- S06E17 Konec (1)

23. maj 2010 ABC (ZDA) 
Jack, novi zaščitnik otoka, se sreča z Lockom in skupaj z Desmondom gresta mimo bambusovega polja, da bi obiskala srce otoka. Določena je končna usoda Človeka v črnem, en preživeli pa mora žrtvovati vse, da bi rešil otok. Medtem se v drugem življenju tisti, ki bi lahko bili preživeli, zberejo še zadnjič.
- S06E18 Konec (2)

23. maj 2010 ABC (ZDA) 
Določena je končna usoda Človeka v črnem, en preživeli pa mora žrtvovati vse, da bi rešil otok. Medtem se v drugem življenju tisti, ki bi lahko bili preživeli, zberejo še zadnjič.

Intervjuji z igralci
- Posebna epizoda 0x15 Aloha za Skrivnostni otok

23. maj 2010 
Jimmy Kimmel je velik oboževalec serije Skrivnostni otok, zato je bilo primerno, da je uvodni prizor njegove sinočnje oddaje, z naslovom "Aloha za Skrivnostni otok", prikazoval, kako si je finale serije ogledal s svojim občinstvom. Po zaključku epizode, Kimmel je v svojo oddajo povabil več članov igralske zasedbe serije Lost, kjer so se spominjali svojih najljubših trenutkov in se nekajkrat nasmejali ob Kimmelovi predstavitvi alternativnih koncev.

Spletne epizode in kratki filmi
- Posebna epizoda 0x16 Novi človek na čelu

24. avgust 2010
"Novi človek na čelu" je mini epizoda, ki sledi dogodkom finala serije LOST in prikazuje, kaj se je zgodilo s Hurleyjem in Benom.

## Glavni liki
- Adewale Akinnuoye-Agbaje kot g. Eko (od 2. sezone)
- Naveen Andrews kot Sayid Jarrah
- Emilie de Ravin kot Claire Littleton
- Matthew Fox kot Jack Shephard
- Jorge Garcia kot Hugo »Hurley« Reyes
- Maggie Grace kot Shannon Rutherford (do sredine 2. sezone)
- Josh Holloway kot James »Sawyer« Ford
- Malcolm David Kelley kot Walt Lloyd (1. sezona, v 2. sezoni le občasno)
- Daniel Dae Kim kot Jin-Soo Kwon
- Yunjin Kim kot Sun Kwon
- Evangeline Lilly kot Kate Austen
- Dominic Monaghan kot Charlie Pace
- Terry O'Quinn kot John Locke
- Harold Perrineau Jr. kot Michael Dawson
- Michelle Rodriguez kot Ana-Lucia Cortez (2. sezona)
- Ian Somerhalder kot Boone Carlyle (1. sezona)
- Cynthia Watros kot Libby (2. sezona)

## Zgradba epizod
Vsaka epizoda se začne neposredno, brez najavne špice. Večinoma sledi kratek pregled dogodkov iz prejšnjih nadaljevanj. Po nekaj minutah zaslon počrni, pojavi se zamegljen napis LOST, ki se približuje kameri in končno izgine z zaslona; hkrati lahko slišimo neharmoničen zvok, ki prihaja od vsepovsod.
Posamezno epizodo lahko večkrat prekine retrospektivno dogajanje posameznega lika v njegovi preteklosti, kar velikokrat pojasnjuje nadaljnje dogajanje na otoku, lahko pa prikazuje tudi, kako so se prepletle usode brodolomcev, preden so se sploh spoznali.
Epizode se končajo bodisi z nenadnim preobratom in zapletom v zadnjih sekundah, bodisi z umirjeno sceno in glasbo ter s prikazovanjem ljudi na otoku. V vsakem primeru sledi še en napis LOST, le da se ta pojavi nenadno, obstane pa le približno dve sekundi, preden se epizoda konča.

## Pomembnejše nagrade in priznanja
- 10 nagrad saturn (še 39 nominacij)
- 10 emmyjev (še 41 nominacij), od tega v primetime kategoriji 4 in 14 nominacij (režija - dramska serija, J. J. Abrams, 2005; najboljša dramska serija, 2005; najboljši stranski igralec v dramski seriji, Terry O'Quinn, 2007; najboljši stranski igralec v dramski seriji, Michael Emerson, 2009)
- zlati globus in še 11 nominacij (med drugim najboljša dramska serija, 2006 in 2010 - še niso podelili)
- satellite (še 8 nominacij)